# Holcocera funerella
Holcocera funerella é uma espécie de mariposa do gênero Holcocera pertencente à família Coleophoridae.